# Dominikia confossa
Dominikia confossa is een keversoort uit de familie boorkevers (Bostrichidae). De wetenschappelijke naam van de soort is voor het eerst geldig gepubliceerd in 1880 door Léon Marc Herminie Fairmaire.